# Los Cerritos, Chiapas
Los Cerritos är en ort i Mexiko.   Den ligger i kommunen Venustiano Carranza och delstaten Chiapas, i den sydöstra delen av landet, 800 km sydost om huvudstaden Mexico City. Los Cerritos ligger 603 meter över havet och antalet invånare är 353.
Terrängen runt Los Cerritos är varierad. Runt Los Cerritos är det ganska glesbefolkat, med 47 invånare per kvadratkilometer. Närmaste större samhälle är Venustiano Carranza, 12,7 km nordväst om Los Cerritos. Omgivningarna runt Los Cerritos är en mosaik av jordbruksmark och naturlig växtlighet.